# Distretto di Santa Anita
Il distretto di Santa Anita (spagnolo: Distrito de Santa Anita) è un distretto del Perù che appartiene geograficamente e politicamente alla provincia e dipartimento di Lima.